# Jannik Giger
Jannik Giger (* 1985 in Basel) ist ein Schweizer Komponist und bildender Künstler.

## Werdegang
Jannik Giger studierte von 2007 bis 2010 Musik und Medienkunst an der Hochschule der Künste Bern und schloss den Studiengang mit einem Bachelor of Arts ab. 2012 absolvierte er den Masterstudiengang für Komposition an der Musikhochschule Luzern bei Dieter Ammann. Bis 2015 studierte er anschliessend im Masterstudiengang Specialized Music Performance (Komposition) am Konservatorium Basel und schloss diesen mit dem Master of Arts ab.

## Werk
Sein Werk besteht aus Orchester-, Kammer- und Samplingkompositionen, Videoarbeiten, Klang- und Rauminstallationen sowie Vinylpublikationen und Filmmusik. Ein zentraler Fokus seiner Arbeit liegt auf der Auseinandersetzung mit künstlerischen Inszenierungsritualen. Ein bedeutendes Thema sind hierarchische Beziehungen und Interaktionen zwischen Akteuren und Artefakten des Kulturbetriebs.
Jannik Gigers Arbeiten werden international im Musik-, Film- und Kunstkontext rezipiert, wie beispielsweise beim Ultraschall Berlin, der Architekturbiennale Venedig 2021, den Swiss Art Awards, dem International Film Festival Rotterdam oder dem Theater Basel.
Seine Kompositionen werden zudem von verschiedenen Formaten interpretiert. Dazu gehören das Solistenensemble Kaleidoskop, das Arditti Quartett, Sarah Maria Sun, das Mondrian Ensemble oder das Ensemble Phoenix Basel.
2018 realisierte er in Zusammenarbeit mit Benjamin Van Bebber und Leo Hofmann die Saisoneröffnung «Kolik» (von Rainald Goetz) für das Gare Du Nord Basel. 2022 folgte eine weitere Saisoneröffnugsproduktion «Queen of Hearts» basierend auf einem neu geschriebenen Libretto von Jude Ellison Sady Doyle & Benjamin Van Bebber.
Für die Filmmusik des Spielfilmes Drii Winter wurden Jannik Giger und Tobias Koch mit dem Georges Delerue Award ausgezeichnet.

## Auszeichnungen & Anerkennungen (Auswahl)
- 2025: Schweizer Musikpreis, Bundesamt für Kultur[14]
- 2025: Lamento - Official Selection, Lab Competition, Clermont-Ferrand International Short Film Festival[15]
- 2025: Lamento - Official Selection, International Film Festival Rotterdam (2025)[16]
- 2023: Nomination Schweizer Filmpreis für Drii Winter in der Kategorie Beste Filmmusik (Tobias Koch & Jannik Giger)[17]
- 2022: Georges Delerue Award for Best Soundtrack (Tobias Koch & Jannik Giger) für Drii Winter[18]
- 2022: Sehnerv Medienkunstpreis in der Kategorie Videokunst[19]
- 2020: Jury-Preis «Best Sound Piece» der Stiftung für Radio und Kultur Schweiz (SRKS)[20]
- 2020: Atelierstipendium in Berlin Atelier Mondial[21]
- 2020: Atelierstipendium Sri Lanka Pro Helvetia[22]
- 2019: Kunstpreis des Lions Club Basel[23]
- 2015: Atelierstipendium London der Stiftung Landis & Gyr[24]
- 2013: Förderpreis des Kantons Solothurn[25]

## Publikationen (Auswahl)
- 2023: Nosferatu (sàd records)[26]
- 2023: Queen Of Hearts[27]
- 2020: Krypta (Kairos)[28]
- 2019: Ammann Giger (A tree in a field Records)[29]
- 2018: Orchester (Mark Pezinger Verlag)[30]
- 2017: Biest[31]
- 2011: Opus Fatalis (A tree in a field Records)[29][32]

## Videoarbeiten (Auswahl)
- 2025: Lamento (Singlescreen)[33]
- 2024: Blind Audition (Singlescreen)[34]
- 2021: Sunday Lovers (Singlescreen)[35]
- 2020: Trilogie (3-Channel)[36]
- 2018: 420 Dur 420 Moll Ländler (Singlescreen) 2014[37]
- 2017: Intime Skizzen (Singlescreen)
- 2015: Gabrys & Henneberger[38]
- 2014: The Making of an Exhibition (4-Channel)

## Solo-, Kammer und Orchesterwerke (Auswahl)
- 2023: Troisième œil (für Kammerorchester)[39]
- 2022: Queen Of Hearts (mit Benjamin Van Bebber & Leo Hofmann, Musiktheater)[40]
- 2022: Lamento (mit Demian Wohler, Klanginstallation)[41]
- 2021: Masterclass (für grosses Ensemble)
- 2021: ŒIL (für Streichquartett)
- 2020: Qu’est devenu ce bel œil (Duo)
- 2019: Tanz (für Piano, Bassklarinette & Cello)
- 2018: Kolik (mit Benjamin Van Bebber & Leo Hofmann, Musiktheater)
- 2018: Accelerated (für Piano solo)
- 2017: Nosferatu (für grosses Ensemble & Elektronik)
- 2017: Charming Sleep (für Ensemble)
- 2016: Came Adrift (für Orchester)
- 2016: Maestro (für Trio & Elektronik)
- 2015: Voiced (für Mezzosopran, Bariton, Vibraphon and Elektronik)
- 2015: Verstimmung (für 5 Instrumentalisten)
- 2015: Intime Skizzen (für Klavierquartett, Video & Zuspielung)
- 2014: Passion (für Streichorchester & Blasquintett)
- 2014: Ländler 21 (für 2 Pianos & Zuspielung)
- 2014: Enden (für Piano and Altsaxophon)
- 2014: Karolina (für Cello)
- 2013: Contaminare (für Blasquintett)
- 2013: Caprice (für Pianotrio)
- 2013: Clash I (für grosses Ensemble)
- 2013: Clash II (für grosses Ensemble)
- 2012: Biest (für Piano, Perkussion, Altsaxophon & Baritonsaxophon)

## Filmmusik (Auswahl)
- 2025: Tatort: Die Grosse Angst (In Zusammenarbeit mit Daniel Steiner)[42]
- 2022: Drii Winter (in Zusammenarbeit mit Tobias Koch)
- 2023: Monster im Kopf[43] (in Zusammenarbeit mit Tobias Koch)
- 2024: Tatort: Die große Angst